# Ivan I Danilovich Kalita
Ivan I Danilovich Kalita (tiếng Nga: Иван I Данилович Калита; còn được gọi Ivan túi tiền; 1288 – 31 tháng 3, 1340) Công tước Moskva từ 1325, Đại vương công Vladimir từ 1328, con trai của Daniil Aleksandrovich (Công tước Moskva).
Sau khi anh trai là Yury III Danilovich tạ thế, Ivan kế thừa ngôi vị Đại công Moskva. Vừa lên ngôi, ông đấu tranh với công vương Mikhail của Tver và hai con của công vương này, Dmitri và Aleksandr. Cuối cùng, những kẻ thù của Đại công đều bị thanh toán bởi Khan Kim Trướng. Khi Tver theo Litva, hãn Muhammad Ozbeg của Kim Trướng Hãn Quốc đã buộc phải dựa vào Ivan như là chư hầu Nga xuất sắc nhất của mình. Ivan là người nộp thuế hàng đầu của người Mông Cổ và làm cho chính ông cũng như Moskva trở nên rất giàu có nhờ lòng trung thành với hãn quốc (vì thế mới có tên hiệu Kalita tức túi tiền). Ông sử dụng tài sản của mình cho các công quốc láng giềng khác của người Nga vay. Các công quốc này dần dần trở thành con nợ của ông và đó là điều kiện để những người kế nghiệp ông sáp nhập dần các công quốc này. Tuy nhiên, thành công lớn nhất của ông có lẽ là việc thuyết phục hãn vương tại Saray tin rằng con trai cả của ông cần phải là người kế nghiệp ông trong vai trò của Đại vương công Vladimir, từ đó trở đi gần như mọi vị trí quan trọng đều thuộc về nhà cầm quyền Moskva.
Sau khi ông qua đời, con trai cả là Simeon Gordyi sẽ kế vị.